# Gustavo Gaviria
Gustavo de Jesús Gaviria Rivero (25 de janeiro de 1949 - 11 de agosto de 1990) foi um traficante de drogas colombiano. Como primo e braço direito de Pablo Escobar, Gaviria controlava as finanças e as rotas comerciais do cartel de Medellín. Ele e Escobar haviam se ajudado em suas carreiras no crime desde o início dos anos 1970. Embora possuísse uma fortuna comparável à de Escobar e tivesse até um aparato militar a seu serviço, Gaviria não era tão conhecido, pois era discreto.
Os eventos que levaram à sua morte não são claros. Especula-se que ele foi morto pelo Bloco de Busca e o incidente foi encoberto para evitar retaliação. A morte de Gustavo afetou profundamente Escobar, dada sua profunda relação pessoal e profissional. No entanto, Escobar não compareceu ao funeral de seu primo, mas em vez disso ouviu a missa fúnebre através de um rádio que seu assistente tinha ligado ao padre oficiante.[carece de fontes?]
Após a morte de Gustavo, Pablo decidiu se entregar, mas ficar em La Catedral, uma prisão de sua própria autoria, guardada por seus próprios guardas. Como Gustavo morreu quatro dias após a posse do presidente César Gaviria, na época, a mídia e o país em geral pensavam que o presidente havia iniciado seu mandato com uma ofensiva contra os narcoterroristas. A morte de Gustavo desencadeou uma contra-ofensiva de Escobar que inicialmente desestabilizou a gestão do novo presidente.[carece de fontes?]